# Dan Andersson

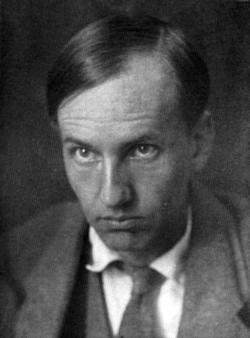
Dan Andersson

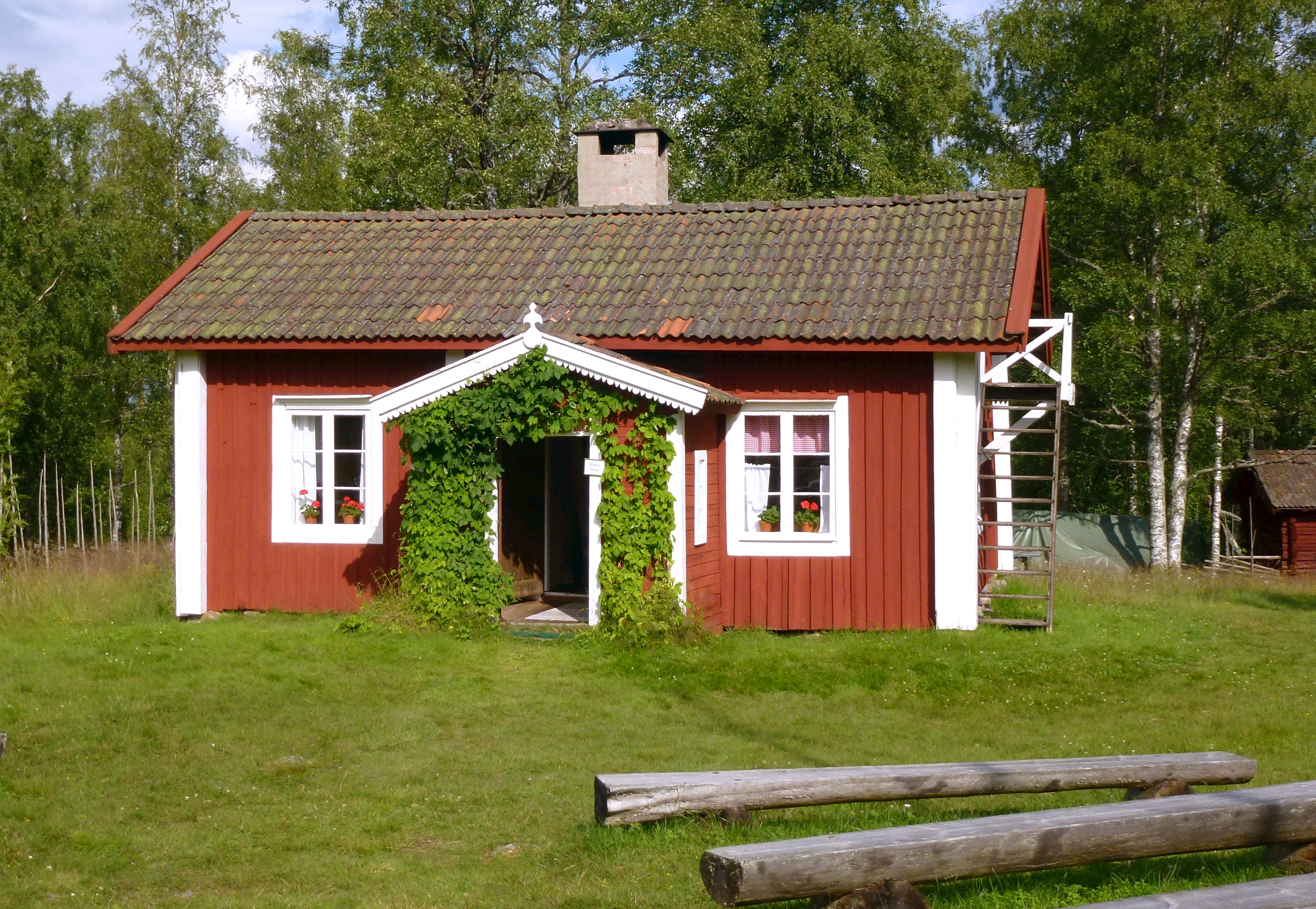
Die Wohnung von 1911 bis 1915 Luossastugan

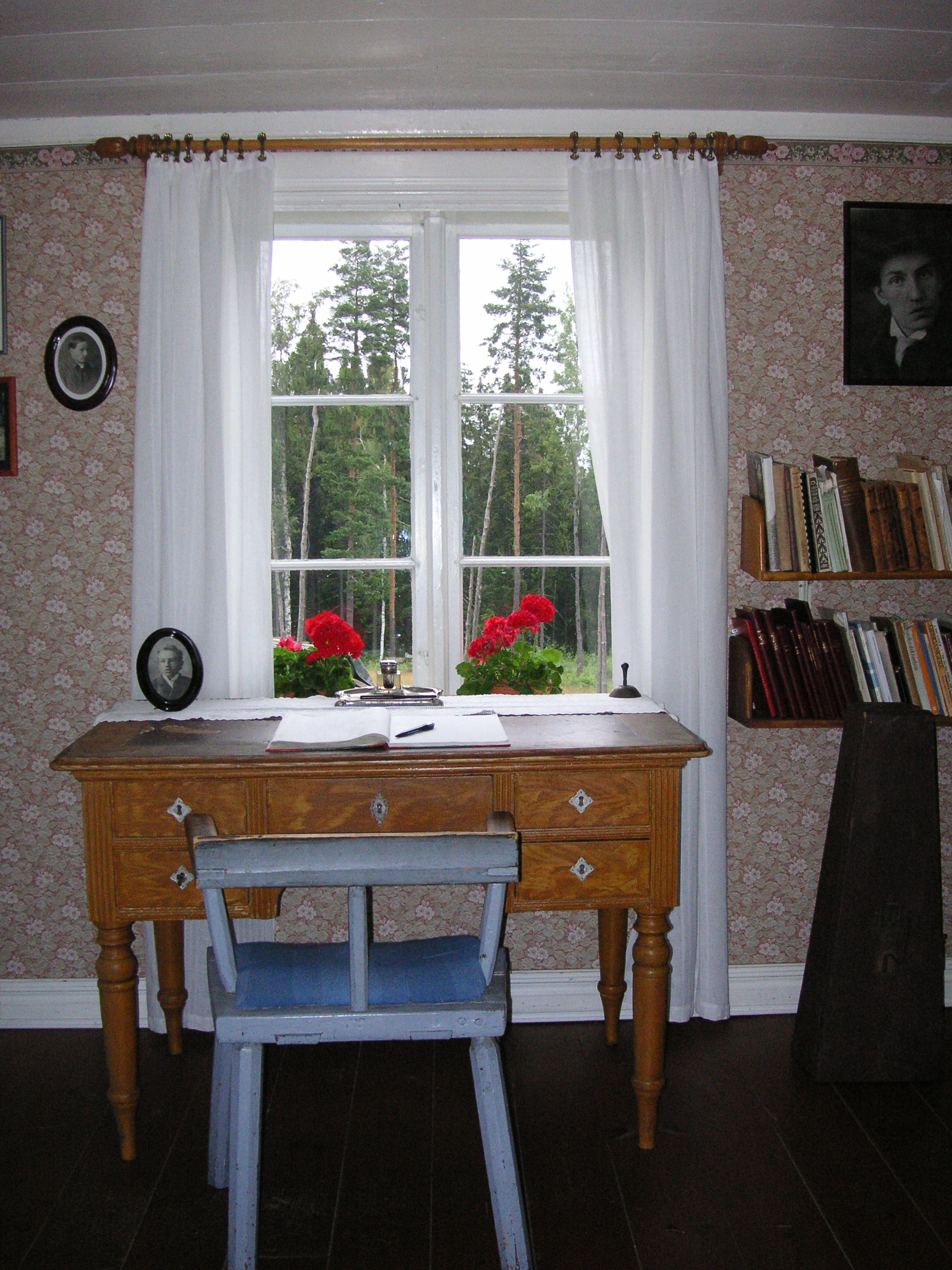
Dan Anderssons Schreibtisch in der Luossastugan

Daniel „Dan“ Andersson (* 6. April 1888 in Skattlösberg (Dalarna); † 16. September 1920 in Stockholm) war ein schwedischer Arbeiterdichter und Lyriker.

## Leben
Andersson wuchs als Sohn eines Dorfschullehrers in großer Armut auf. Er war in mehreren Berufen tätig, unter anderem als Knecht und Waldarbeiter. Nebenbei besuchte Andersson zur selben Zeit wie Ragnar Jändel die Brunnsvik-Volkshochschule und wurde später selbst Lehrer. Als solcher arbeitete er auch bei der Zeitung Ny Tid in Stockholm mit.
Ab 1913 war Andersson als freier Schriftsteller tätig. Seine Novellen machten ihn zu einem der bedeutendsten Arbeiterdichter Schwedens. Daneben beschäftigten ihn immer wieder religiöse Fragen. Bekannt wurde er auch durch seine Übersetzungen der Werke von Charles Baudelaire und Rudyard Kipling.
Eine Vielzahl der in seiner kurzen Lebenszeit entstandenen Gedichte sind vertont worden. Sie gehören heute dem allgemeinen schwedischen Liederschatz an, liegen aber auch als Aufnahmen mehrerer bekannter Gesangsinterpreten vor.
Im September 1920 reiste Andersson nach Stockholm, wo er auf eine Anstellung bei der Zeitung Social-Demokraten (Der Sozialdemokrat) hoffte. Er übernachtete im Hotel Hellman im Zimmer mit der Nummer 11 in der Bryggaregatan. Unglücklicherweise hatte vorher das Hotelpersonal das Zimmer durch Aussprühen mit Cyanwasserstoff von Insekten befreien wollen und anschließend das Zimmer entgegen den Vorschriften nicht ausreichend gelüftet. Andersson wurde durch das Einatmen des Giftes beim Hotelaufenthalt in der Nacht zum 16. September tödlich vergiftet und starb um drei Uhr nachmittags im Alter von nur 32 Jahren. Außer Andersson starb aufgrund der gleichen Vergiftung der Versicherungsinspektor Elliot Eriksson aus Bollnäs.

## Werke
- Kolarhistorier (1914)
- Kolvaktarens visor (1915)
- Det kallas vidskepelse (1916)
- Svarta ballader (1917)
  - Omkring tiggarn från Luossa (vertont von Gunde Johansson)
  - En spelmans jordafärd
- De tre hemlösa (1918)
- David Ramms arv (1919)
- Chi-mo-ka-ma. Berättelser från norra Amerika (1920)